# Keep on Boppin'
Keep on Boppin är ett musikalbum av musikgruppen The Boppers som släpptes 1979. 2023 släpps en singel av gruppen med samma titel - Keep on Boppin'. En självbiografisk låt i högt tempo med ett flertal anspelningar på albumet och den tidiga karriären. 

## Låtlista
1. Mr Bassman
2. Tick Tock
3. She's So Fine
4. Rock 'n' Roll is Good for the Soul
5. Pretty Little Angel Eyes
6. Angela
7. Born to Rock
8. Heartaches
9. Lovers Never Say Goodbye
10. Rock 'n' Roll Age
11. I'm in Love All Over Again
12. Hats Off to Larry
13. Only the Lonely

## Listplaceringar
| Lista (1979-1980) | Topplacering |
| ----------------- | ------------ |
| Norge             | 36           |
| Sverige           | 1            |

### Fotnoter
1. ↑  ”Keep on Boppin'”. Hitparad. http://norwegiancharts.com/showitem.asp?interpret=The+Boppers&titel=Keep+On+Boppin%27&cat=a. Läst 16 november 2012.
2. ↑  ”Keep on Boppin'”. Hitparad. http://hitparad.se/showitem.asp?interpret=The+Boppers&titel=Keep+On+Boppin%27&cat=a. Läst 16 november 2012.